# 팔꿈치근

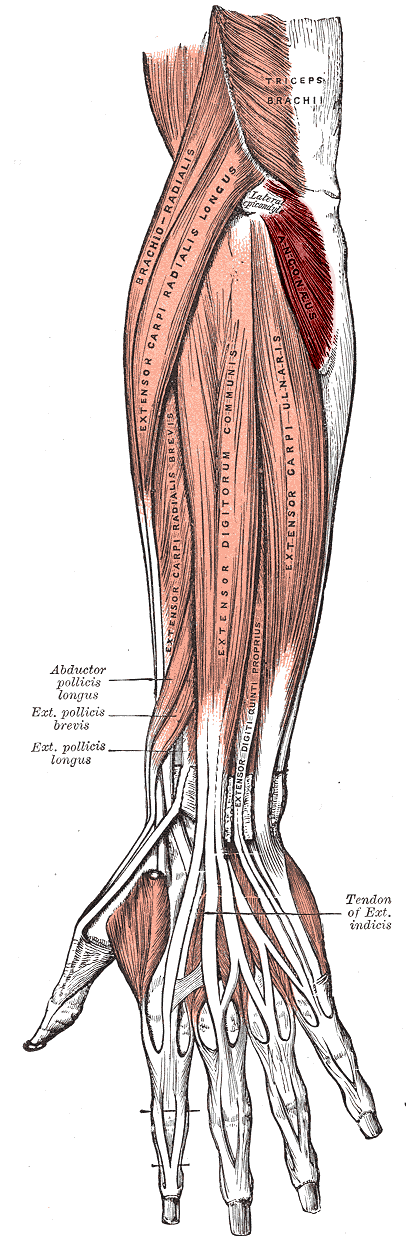

팔꿈치근(anconeus muscle) 또는 주근(肘筋)은 팔꿈치관절의 뒷면에 있는 작은 근육이다. 일부 학자는 팔꿈치근이 위팔세갈래근(상완삼두근)의 연속이라고 보기도 한다. 또한 어떤 학자들은 팔꿈치근이 위팔 뒷면 구조물(posterior compartment of the arm)이라고 생각하는 반면, 다른 학자들은 팔꿈치근이 아래팔 뒷면 구조물(posterior compartment of the forearm)이라고 생각한다.
팔꿈치근은 자뼈(ulna)의 팔꿈치머리(olecranon) 돌기(process) 바로 옆에 있어서 쉽게 만져볼 수 있다.

## 참조
1. ↑  대한의협 의학용어 사전, 대한해부학회 의학용어 사전 https://www.kmle.co.kr/search.php?Search=anconeus&EbookTerminology=YES&DictAll=YES&DictAbbreviationAll=YES&DictDefAll=YES&DictNownuri=YES&DictWordNet=YES
2. ↑  Williams, P. et al., 1995, Gray's Anatomy, 38th ed., Churchill Livingstone
3. ↑  Jones, W. et al.(eds) , 1953, Buchanan's Manual of Anatomy, 8th ed., Balliére, Tindall and Cox., pp. 496
4. ↑  Grant, J. & Basmajian J., 1965, Grant's Method of Anatomy, 7th ed., The Williams & Wilkins Company, Baltimore, pp. 163-164
5. ↑  “Dissector Answers — Axilla & Arm”. 2008년 1월 3일에 원본 문서에서 보존된 문서. 2008년 1월 17일에 확인함.
6. ↑  “The Radius and Ulna”. 2008년 6월 11일에 원본 문서에서 보존된 문서. 2008년 1월 17일에 확인함.